# Shaoguan

Shaoguan (韶关), ou Kukong, ou Shaozhou, ou Shiu Chow ou ainda Siu Kwan, é uma prefeitura com nível de cidade da província de Cantão, na China. Localiza-se no norte da província. Tem cerca de 529 mil habitantes. Foi fundada no século I a.C.